# Vitvär

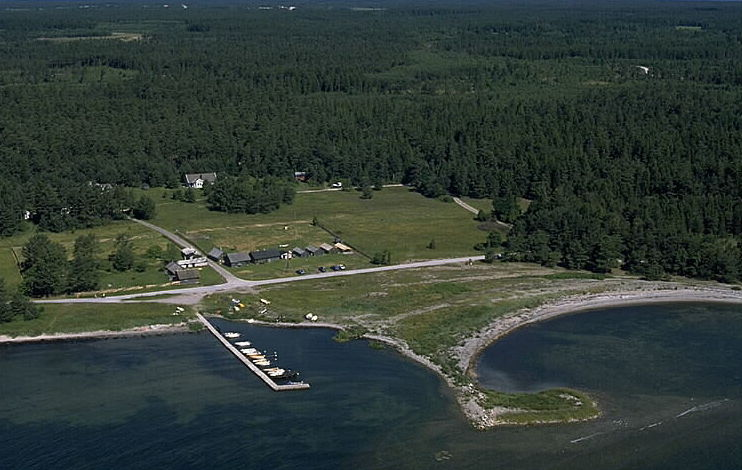
Vitvär

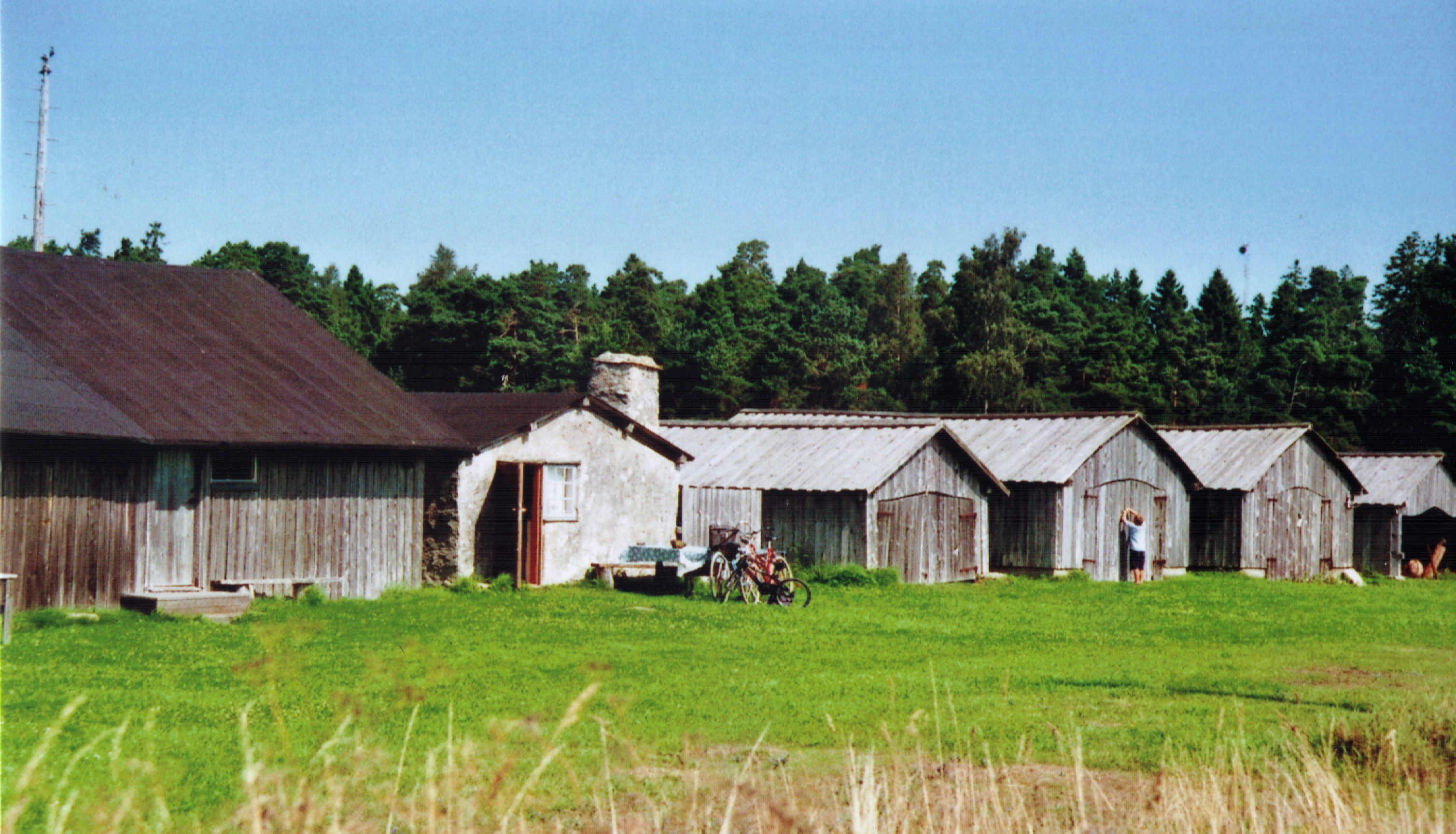
Vitvär

Vitvär ist eine Fischerstelle (schwedisch fiskeläge) im Kirchspiel (schwedisch socken) Ardre nördlich von Ljugarn an der Ostküste der schwedischen Insel Gotland. Die Fischerstelle besteht aus etwa 20 Hütten, die aus dem 18., 19. und 20. Jahrhundert stammen. Die ältesten Hütten sind aus Stein und Dächern aus dünnen Sand- und Kalksteinziegeln (schwedisch flistak) gebaut. Jeder Bootsliegeplatz hatte seine Hütte, die vier Schlafplätze bot.
Vitvär kam in alten Wohnstättenaufzeichnungen vom Ende des 18. Jahrhunderts vor, aber auf einer Karte von 1888 war es nicht als Fischerstelle ausgewiesen. Die Fischerstelle wurde saisonal von Bauern aus dem Kirchspiel Ardre verwendet.
Im 20. Jahrhundert wurden die Hütten aufgerüstet und sie werden heute für Freizeitzwecke genutzt und das Gebiet fungiert sogar als Sehenswürdigkeit für die Badegäste von Ljugarn auf dem Weg nach Folhammar. Der Fischfang in Vitvär bestand aus Lekströmming im Herbst und Frühling, Flundern während der Zeit von der Sommersonnenwende (schwedisch midsommar) bis September, während sich der Juni für Stockfisch (schwedisch torkfisk) und die Periode von April bis Juni für Lachs eignete.